# Душан Кашић
Др Душан Кашић (Грђевац, Славонија, 1. мај 1914 — Београд, 27. април 1990) био је протојереј-ставрофор Српске православне цркве, српски историчар, професор и ректор Београдске богословије.

## Биографија
Основну школу завршио је у родном месту, гимназију у Бјеловару, а шесторазредну богословију (1936) у Сарајеву. Богословски факултет у Београду уписао је исте године на коме је дипломирао 1941. Године. За свештеника је рукоположен 1937. и постављен за привременог пароха у Горњим Средицама, Епархија загребачка. Ратне године провео је у Србији као помоћни парох у Кораћици, намесништво Космајско. После рата (1945) вратио се у Хрватску и постављен је за пароха у Бјеловару. Као млад свештеник почео је да прикупља и обрађује историјску грађу о Српској цркви на просторима Славоније, односно Хрватске.
Даље усавршавање наставио је у Загребу (1949) на Филозофском факултету (Група за историју), где је полагао бројне испите из помоћних историјских наука и латинског језика. Свој даљи научно- истраживачки рад наставио је под менторством Радослава Грујића и Љубомира Дурковића-Јакшића. На Богословском факултету у Београду одбранио је докторску тезу под насловом „Лепавинско-северинска епархија“ (1954). Одлуком Светог архијерејског синода (1959) постављен је за професора београдске богословије, а већ наредне године (1960) изабран је за ректора овог богословског училишта и на тој дужности је остао до 1977. Убрзо је уследио избор за хонорарног професора историје Српске цркве на Богословском факултету у Београду, где је остао до 1988. Поред обавеза у настави, био је главни уредник „Православља“ (1984-1987) и ревије „Српска православна црква - њена прошлост и садашњост“.
Био је и члан редакционог одбора свих јубиларних споменица које је издала Српска црква од 1960. до 1990. године.
Као теолог и историчар представљао је Српску цркву на бројним међународним сусретима: био је члан наше посматрачке делегације која је присуствовала Шестом заседању II ватиканског концила у Риму (1965), а 1966. један је од представника Српске цркве на Свеправославној конференцији у Београду.
Делегат је Српске цркве у раду IV скупштине Светског савета цркава у Упсали (1968) као и V скупштине исте године у Најробију. 
Био је старешина и духовник цркве Ружице (1979—1989) у Београду. За допринос који је дао науци као и за примерно свештеничко служење,  одликован је од стране Светог архијерејског синода правом ношења напрсног крста (1968) и Орденом светог Саве I степена (1988).

## Избор из библиографије
- Душан Љ. Кашић, Прилози за историју «Statuta Valachorum», Споменик САН 106, Београд 1956, 37-49.
- Душан Љ. Кашић, "Сећање на босанску сирочад", у: Споменица поводом осамдесетогодишњице окупације Босне и Херцеговине (1878—1958), Београд 1959, 114-115.
- Кашић, Душан Љ. (1960). „Стање у Пећској патријаршији после емиграције патријарха Арсенија IV” (PDF). Богословље: Орган Православног богословског факултета у Београду. 19 (1-2): 16—30. Архивирано из оригинала (PDF) 03. 05. 2019. г. Приступљено 03. 05. 2019.
- Душан Љ. Кашић, Црквени историчар др. Викентије Ф. Фандински, Богословље, 20 (1961), Београд, 27-32.
- Душан Љ. Кашић, Национална тематика у иконографији славонских Срба, Православна мисао, 4 (1961), 38-42.
- Душан Љ. Кашић, Михајло кратовски, Богословље, 21, Београд 1962, 17-28.
- Кашић, Душан Љ. (1967). Срби и православље у Славонији и сјеверној Хрватској. Загреб: Савез удружења православног свештенства Хрватске.
- Душан Љ. Кашић, "Манастир Крупа (историјски преглед)", у: Манастир Крупа, Београд 1968, 7-20.
- Душан Љ. Кашић, "Српска црква под Турцима", у: Српска православна црква 1219-1969, Београд 1969, 139-162.
- Душан Љ. Кашић, "Стање српског народа и његове цркве у Далмацији у XVIII вијеку", у: Далматински епископ Симеон Кончаревић и његово доба: Споменица о 200-годишњици његове смрти (1769—1969), Београд 1970, 9-27.
- Кашић, Душан Љ. (1971). Српски манастири у Хрватској и Славонији. Београд: Српска Патријаршија.
- Душан Љ. Кашић, "Срби и православље у сјеверној Далмацији", у: Алманах: Срби и православље у Далмацији и Дубровнику, Загреб 1971, 7-30.
- Душан Љ. Кашић, „Српска црква у тзв. Независној Држави Хрватској“, у: Српска православна црква 1920-1970, Београд 1971, 183-204.
- Душан Љ. Кашић, „Српска црква под немачком окупацијом“, у: Српска православна црква 1920-1970, Београд 1971, 225-236.
- Душан Љ. Кашић, "Црква у крушевачком крају", у: Крушевац кроз векове, Крушевац 1972, 93-109.
- Душан Љ. Кашић, "Хиландар и Србија (Поводом обнове манастира Св. Стефана у Сланцима)", у: Српска православна црква: Њена прошлост и садашњост, III, Београд 1972, 26-35.
- Душан Љ. Кашић, "Српска православна црква и њене административне јединице", у: Српска православна црква: Њена прошлост и садашњост, III, Београд 1972, 50-56.
- Душан Љ. Кашић, "Манастири Раваница и Света Петка", у: Српска православна црква: Њена прошлост и садашњост, III, Београд 1972, 104-111.
- Душан Љ. Кашић, "Школе и учитељи", у: Историја школа и образовања код Срба, Београд 1974, 57-69.
- Кашић, Душан Љ. (1975). Манастир Гомирје: Поводом прославе 375-годишњице оснивања манастира. Карловац: Православна епархија горњокарловачка.
- Душан Љ. Кашић, Светли гробови православних Шибенчана, Шибеник 1975.
- Душан Љ. Кашић, Богословски факултет (1920—1980), Богословље, 39 (1980), св. 1-2, Београд, 1-7.
- Душан Љ. Кашић, "Др Радослав Грујић", Богословље, 39 (1980), св. 1-2, Београд, 47-71.
- Душан Љ. Кашић, "Др Драгослав Страњаковић", Богословље, 39 (1980), св. 1-2, Београд, 171-173.
- Душан Љ. Кашић, Манастир Светог Николе Озрен, Тузла 1982.
- Душан Љ. Кашић, Манастир Светог Ђорђа Ловница, Тузла 1982.
- Душан Љ. Кашић, Поглед у прошлост Српске цркве: Кратак историјски преглед, Београд 1984.
- Душан Љ. Кашић, "Протојереј-ставрофор Стеван М. Димитријевић 1866-1953", Богословље, 43 (1984), св. 1-2, Београд, 1-15.
- Кашић, Душан Љ. (1986). Отпор Марчанској унији: Лепавинско-северинска епархија. Београд: Православље.
- Кашић, Душан Љ. (1988). Српска насеља и цркве у сјеверној Хрватској и Славонији. Загреб: Савез удружења православних свештеника Хрватске.
- Душан Љ. Кашић, Манастир Гргетег у XVIII веку, Зборник Матице српске за ликовне уметности 24, Нови Сад 1988, 103-128.
- Душан Љ. Кашић, Унутрашњи црквени живот Старе Србије у првој половини XVI века, Зборник Матице српске за ликовне уметности, 27-28 (1991-1992), Нови Сад 1994, 97-125.